# István Kosik
István Kosik též Štěpán Kosík (29. března 1896 – ???) byl československý politik a meziválečný poslanec Národního shromáždění za Komunistickou stranu Československa.

## Biografie
Profesí byl dělník. Podle údajů z roku 1935 bydlel v Košicích.
V parlamentních volbách v roce 1935 se stal poslancem Národního shromáždění. Mandát mu zanikl opatřením Stálého výboru parlamentu z 10. listopadu 1938 kvůli změně hranic pomnichovského Československa.